# Ilse Geisler
Ilse Geisler, auch Ilse Geißler und Ilse Vorsprach-Geißler (* 10. Januar 1941 in Kunnersdorf) ist eine frühere deutsche Rennrodlerin.
Ilse Geisler wurde 1953 durch eine Aktion der Jungen Pioniere in Kunnersdorf durch ihren Sportlehrer Bernfried Baron für den Rodelsport geworben. 1958 wurde die für den SC Traktor Oberwiesenthal startende Sportlerin Achte bei den Europameisterschaften der Junioren. 1959 zog sie sich bei einem Sturz im österreichischen Weißenbach so schwere Armverletzungen zu, dass sie erst 1962 wieder in die Nationalmannschaft der DDR zurückkehrte. Auf Anhieb gelang es ihr, bei den Weltmeisterschaften in Krynica-Zdrój den Titel zu gewinnen. Ihren Weltmeistertitel konnte sie im darauffolgenden Jahr 1963 in Imst erfolgreich verteidigen. Anschließend wurde ihr im Juni 1963 der Vaterländische Verdienstorden in Silber verliehen. Bei den Olympischen Winterspielen 1964 in Innsbruck errang sie die Silbermedaille hinter ihrer Klubkameradin Ortrun Enderlein. Bei den Weltmeisterschaften 1965 in Davos belegte sie den dritten Platz. Zwei Jahre später verpasste sie bei den Weltmeisterschaften in Hammarstrand als Vierte knapp die Medaillenränge und belegte bei DDR-Meisterschaft in Oberhof nochmals den dritten Platz.
Schon seit 1959 studierte die gelernte Landwirtin am Institut für Lehrerbildung „Edwin Hoernle“ in Radebeul und arbeitete anschließend als Lehrerin in Wittgendorf. Später arbeitete sie auch bei der Abteilung Volksbildung des Rates des Kreises Stralsund. 1987 war sie als Horterzieherin an der Lenin-Oberschule in Stralsund tätig.